# 张亚丹
张亚丹（1969年4月—），汉族，四川省富顺县人，中华人民共和国政治人物。

## 生平
1969年4月，张亚丹出生在四川省富顺县。
张亚丹早年在自贡市乡镇企业管理局、新津县人事局工作。1995年4月，张亚丹加入中国共产党。
2011年12月起，张亚丹先后出任中共邛崃市委常委、组织部部长、市委党校（行政学校）校长，平乐古镇景区党工委书记，天台山景区党工委书记，临邛古镇景区党工委书记。
2016年12月，张亚丹成为中共成都市武侯区委常委、副区长，区政府党组副书记，2019年2月兼任区委副书记，同年12月兼任武侯区电商产业功能区党工委书记。
2020年7月，张亚丹调任中共都江堰市委副书记，同时兼任市人民政府市长提名人选，次月兼任代理市长，9月正式出任市长。

### 落马
2025年5月23日，张亚丹涉嫌严重违纪违法，接受成都市纪委监委纪律审查和监察调查。